# Cato Bekkevold
Cato Bekkevold (ur. 23 września 1968 w Oslo) – norweski perkusista, a także publicysta i dziennikarz wędkarski.
Cato Bekkevold znany jest przede wszystkim z wieloletnich występów w zespole metalu ekstremalnego Enslaved, którego członkiem pozostaje od 2003 roku. Wraz z grupą zarejestrował m.in. sześć albumów studyjnych, a także czterokrotnie otrzymał nagrodę norweskiego przemysłu fonograficznego Spellemannprisen. W latach poprzednich występował w zespołach Arctic Thunder, Ashes to Ashes, Demonic, Dunkel:heit, Re:aktor, Red Harvest oraz Sirius.
Muzyk jest endroserem instrumentów firmy Pearl.
Jako dziennikarz publikował na łamach czasopism Alt om fiske, Jakt og fiske oraz Villmarksliv. W 2010 roku ukazała się pierwsza książka Bekkevolda poświęcona wędkarstwu pt. Bruk gummi: aktivt fiske med myke agn.

## Publikacje
- Cato Bekkevold, Bruk gummi: aktivt fiske med myke agn, Vega, 2010, ISBN 978-82-8211-097-6 (norw.)[13]
- Cato Bekkevold, Monsterfisk: fra myter til rekorder, Heftet, 2014, ISBN 978-82-8211-357-1 (norw.)[14]

## Filmografia
- "Jakten på storrøya" (jako on sam, 2006, film dokumentalny)
- "Storfiskkongen Cato Bekkevold" (jako on sam, 2007, film dokumentalny)[15]
- "Laksefeber med Cato Bekkevold og Tor Ola Dehli" (jako on sam, 2009, film dokumentalny)